# 科納咖啡

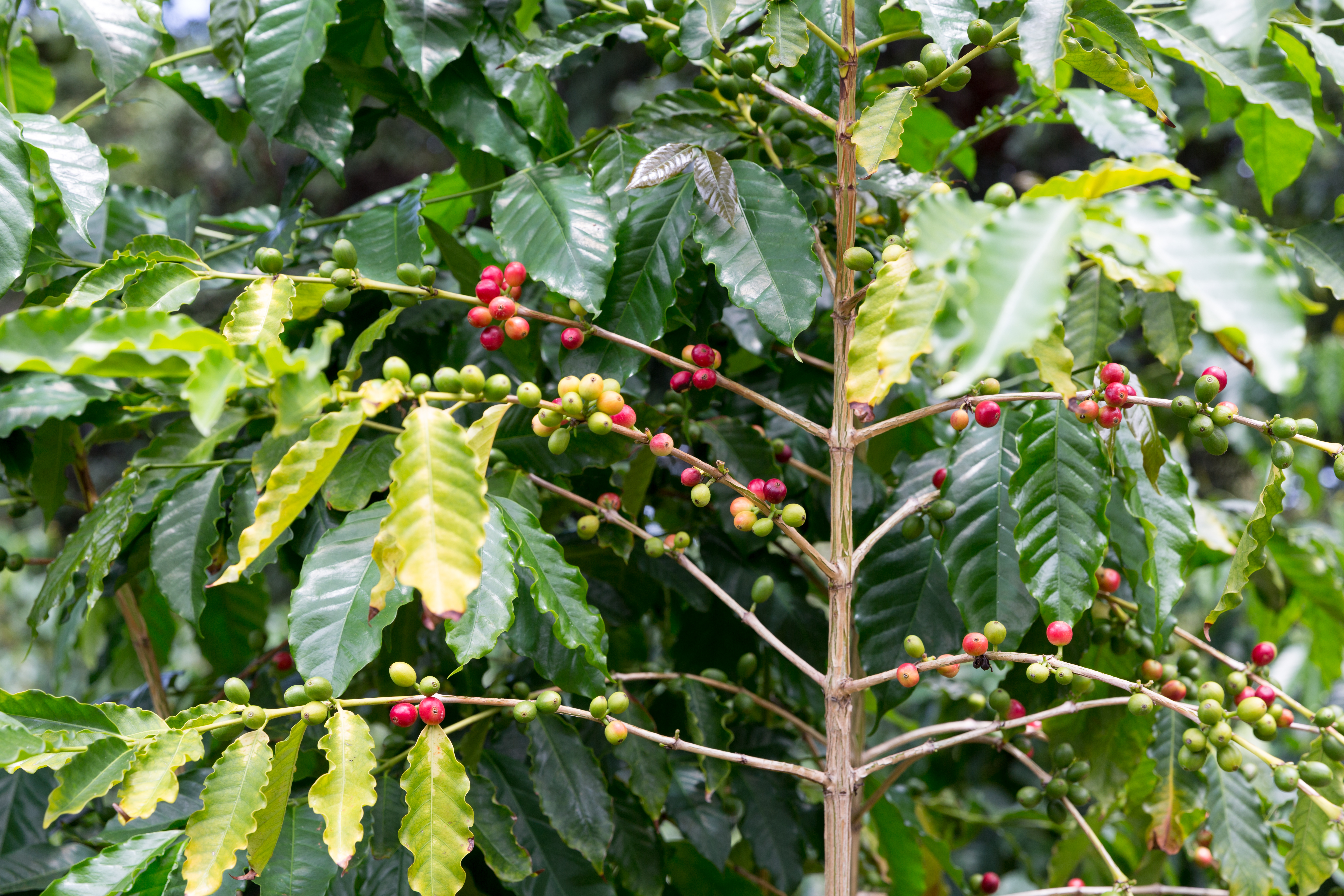
科纳咖啡果

科納咖啡（英語：Kona coffee）是一種在夏威夷主島種植的阿拉比卡咖啡，由於主產區位於主島南、北科納區的华利来火山與冒纳罗亚火山的山坡，因以為名。這個品種是現時世上其中一種最昂貴的咖啡，而只有在科納區出產的咖啡，才可以冠上「科納咖啡」的名稱。

## 歷史

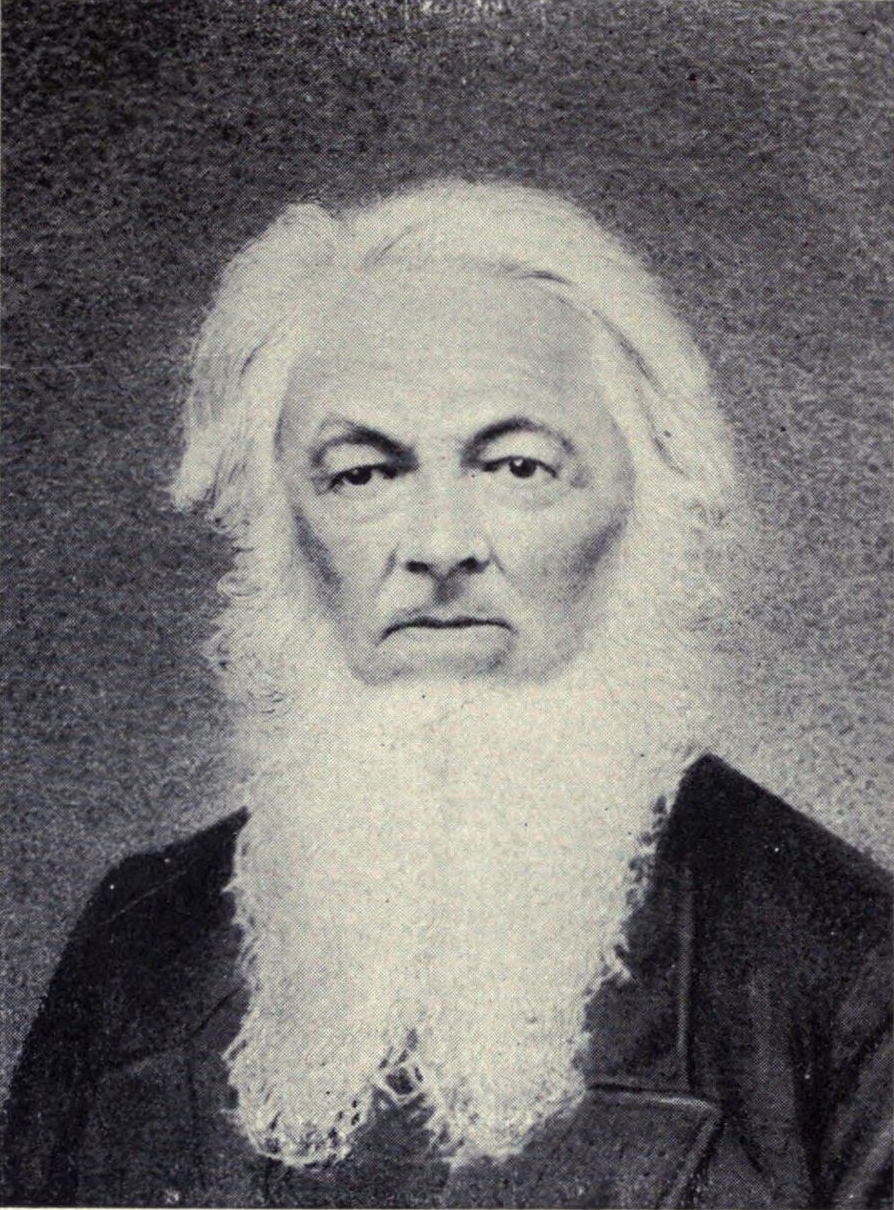
塞繆爾·拉格爾斯牧師於1828年把咖啡树帶到科納區

科納區的咖啡树最早是由塞繆爾·拉格爾斯牧師（Reverend Samuel Ruggles）於1828年從巴西帶來的一支接枝。英國商人亨利·尼古拉斯·格林威爾移居科納區，並於19世紀後期確立以「科納咖啡」作為當地出產的咖啡的商品名稱。

## 延伸閱讀
- Steiman, Shawn. . Honolulu: Watermark Publishing. 2008. ISBN 978-0-9815086-2-7.
- Bittenbender, H. C.; V. E. Smith. . Honolulu: College of Tropical Agriculture and Human Resources, University of Hawaiʻi at Manoa. 2004 [1999]. ISBN 1-929325-06-1.
- Goto, Baron. . Hawaiian Journal of History (Honolulu: Hawaiian Historical Society). 1982, 16: 111–124  [2012-08-15]. （原始内容存档于2015-09-22）.
- . Quality Assurance - Commodities. Hawaiʻi Department of Agriculture.   [2009-09-26]. （原始内容存档于2012-04-02）.

## 外部連結
- Kona Coffee Farmers Association （页面存档备份，存于）
- Kona Coffee Council （页面存档备份，存于）